# A nagy eltávozás

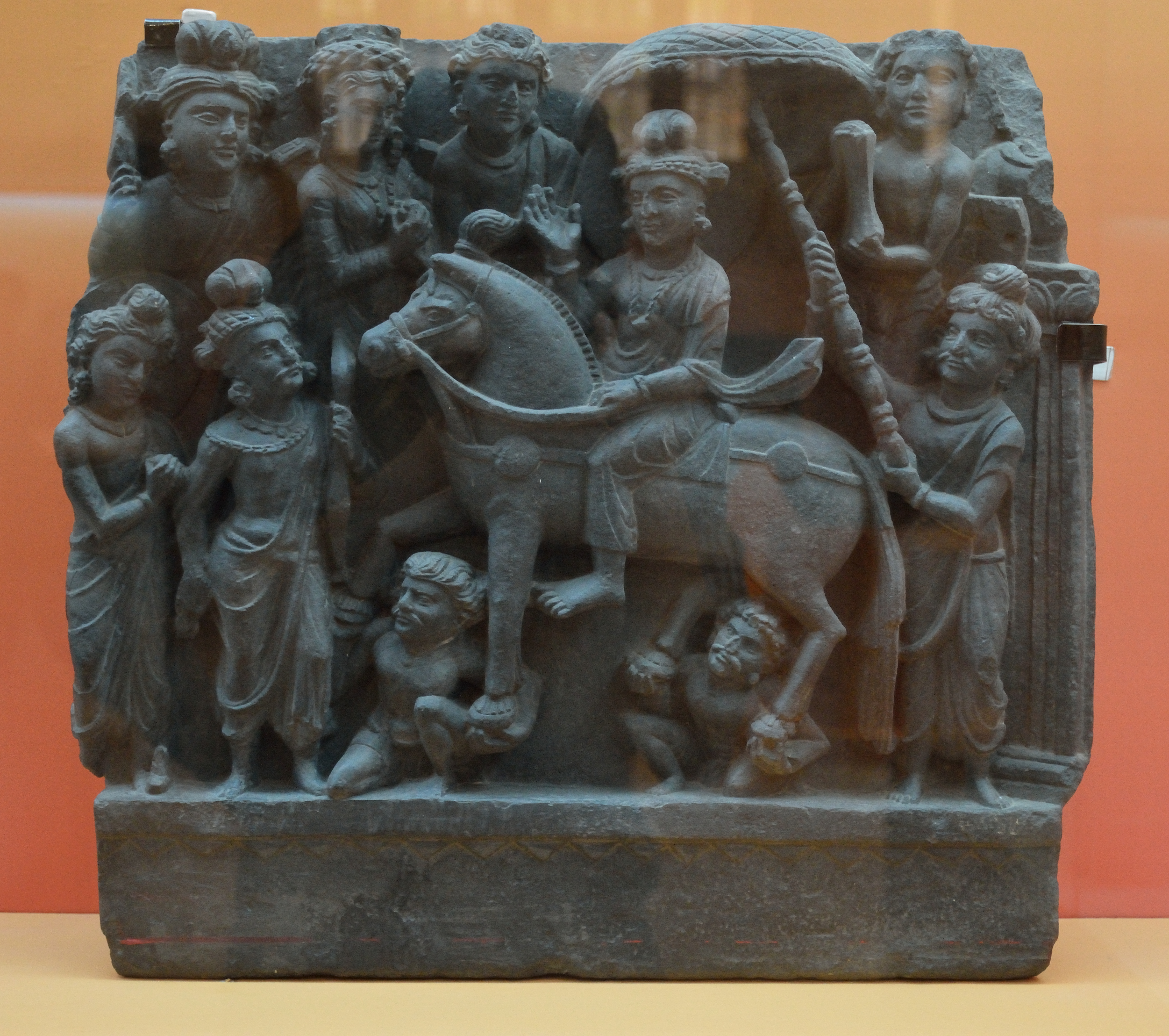
Sziddhártha herceg elhagyja a palotát lóháton a nagy eltávozáskor. Istenségek segítik a ló patáit, 2. század körül, India

A nagy eltávozás avagy a Buddha eltávozása otthonából a történelmi Buddha (i. e. kb. 563–kb. 483) eltávozására vonatkozik, amikor önszántából elhagyta kapilavasztui palotáját, hogy aszkétaként (szanszkrit śrāmaṇa, páli sāmaṇa) folytassa életét. A nagy áldozatokkal járó eltávozás eseményei szerepelnek a különböző buddhista hagyományok poszt-kanonikus szövegeiben, azonban ezek sokkal inkább mitológiai természetűek, mint a korábbi szövegek. Maradtak fenn szövegek páli, szanszkrit és kínai nyelven.

## Életrajzi mozzanatok
A szövegek szerint Sziddhártha herceg, a leendő Buddha születésekor brahmin papok megjósolták: hatalmas tanító lesz belőle, vagy hatalmas uralkodó. Sziddhártha apja, a sákja klán rádzsája, Suddhódana, annak érdekében, hogy megóvja fiát a vallásos élettől, nem engedte, hogy halált vagy szenvedést lásson – ezért hatalmas anyagi jólléttel és pompával igyekezett elterelni fia figyelmét. Gyermekkorában a hercegnek volt egy meditációs élménye: megtapasztalta, hogy a létezésben mindent átjár a szenvedés (dukkha). Fiatalkora rendkívüli kényelemben telt, őt azonban spirituális kérdések foglalkoztatták. 29 éves korában életre szóló változást élt meg, ez később négy gondolatébresztő látvány néven ismeretes a buddhizmusban. Ekkor látott először öreg embert, beteg embert, egy holttestet és aszkétát. Sziddhártha herceget mindez erősen megrázta, s röviddel ezután elundorodott ama kellemetlen látványtól, melyet női szolgálói fedetlen testrészei keltettek benne. Olyan erősen élt benne ez az élmény, hogy még azon az éjjelen döntött: apja akarata ellenére elhagyja a palotát. 
Hátrahagyva újszülött fiát, Ráhulát, és feleségét, Jasódharát, a vándorszerzetesi életet választotta. Kocsisával (Csanna) és lovával (Kaṇṭhaka) együtt az Anoma-folyóhoz sietett, és rituális módon rövidre vágta a haját. Szolgáját és lovát hátrahagyva lecserélte ruházatát szerzetesi ruhára, és az erdőben vándorolt. Később találkozott Bimbiszára királlyal, aki igyekezett megosztani vele királyi hatalmát, azonban a herceg visszautasította.
A fényűző életet hátrahagyó Sziddhártha herceg története bemutatja a világi kötelezettségek és a vallási élet konfliktusát, valamint rámutat, hogy még a legörömtelibb életek is tele vannak szenvedéssel. Sziddhártha hercegre erős vallási késztetéssel (szanszkrit és páli: saṃvega) együtt hatott az élet múló természete, de hitt benne, hogy léteznie kell egy magasabb rendű alternatívának, amely megtalálható még abban az életben, ha valaki őszintén keresi. A spirituális késztetésen túl erősen motiválta még az emberi szenvedéssel való mély együttérzés (szanszkrit és páli: karuṇā) is. A hagyományos elbeszélések keveset írnak a Buddha fiatalkori életéről, és történelmileg semmit nem tudunk bizonyosan ezekről a részletekről. 
A történészek azt is vitatják, hogy Sziddhártha tényleg gazdag és arisztokratikus családba született-e, és hogy az apja valóban rádzsa lehetett-e. Egyetértenek abban, hogy szülővárosa valószínűleg inkább köztársaság volt, mintsem királyság, és feltehetően csak a hagyományos szövegek tupírozták fel a fényűző életet. Sziddhártha életének történelmi alapjára hatással lehetett az, hogy egy ideális királyi képpel (csakravarti) azonosították, amelyet az élete után egy évszázaddal létrejött Maurja Birodalom növekedése inspirálhatott. A négy látvánnyal – öregség, betegség, halál, és aszkéta – való szembesülés valódiságát a történészek általánosan nem fogadják el, inkább csak az egyre növekvő és megrázó egzisztenciális megvalósítás szimbólumának tekintik, amely Sziddhártha kiskorában kezdődött. Elképzelhető, hogy később szándékosan adott gyermeket szüleinek, hogy könnyebben elengedjék otthonról.

## Hatása
A születés utáni jövendölés a herceg személyének kétféle természetére utal: a megvilágosodás eléréséért küzdelmet folytató ember, illetve az isteni leszármazott, csakravartin – mindkettő fontos a buddhista tanokban. A nagy eltávozást előszeretettel ábrázolják a buddhista művészetben is. Hatással volt sok buddhista közösség szerzetesi felavatási szertartásaira, és olykor a szertartások voltak hatással magára az eredeti történetre. Ennek a történetnek egy módosult formája megtalálható a Barlám és Jozafát keresztény szentek legendájában is, amely a 11. századi kereszténység egyik legnépszerűbb és legelterjedtebb legendája volt. Annak ellenére, hogy a történet egy győztes keresztény királyról és aszkétáról szól, át van itatva buddhista témákkal és eredeti buddhista alaptanításokkal. Modern írókra is hatással volt ez a történet, például Edwin Arnold (1832–1904) és Jorge Luis Borges (1899–1986).

## Történeti források

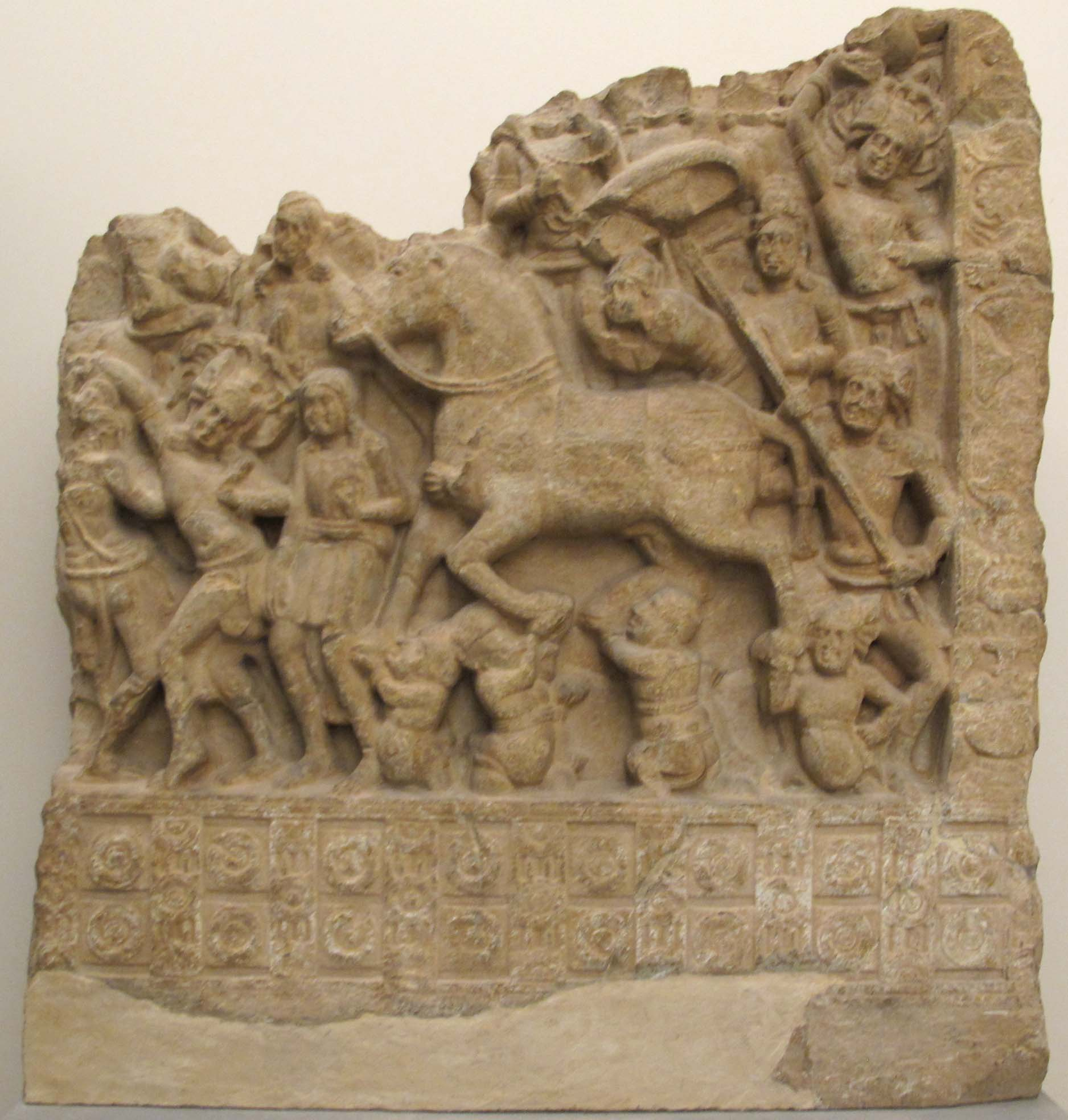
Az Amaravati sztúpa stílusában készült anikonikus dombormű lovas nélküli lóval a 2. századból.

Néhány korai buddhista szövegben, mint például az Arijaparijaszéna-szutta és a Mahászaccsaka-szutta, illetve az egyházi fegyelmi szabályzat (szanszkrit és páli: Vinaja) bizonyos fejezetei, találhatók információk a Buddha életének korai szakaszából, azonban ezek nem teljes és összefüggő életrajzok. Ettől függetlenül ezek a részletek is gyakran tartalmazzák a nagy eltávozás eseményét, főleg a Mahísászaka és a Dharmaguptaka iskolákhoz tartozó korai szövegek kínai fordításai.
Ezt követően több buddhista hagyományban is keletkeztek életrajzi elbeszélések, ám ezek javarészt mitológiai természetűek. Ide tartozik az i. e. 4. századi múlaszarvásztiváda vinaja teljesebb életrajza és néhány ezzel kapcsolatos szöveg. A Buddha életével foglalkozó szanszkrit nyelvű szövegek közé tartozik az Asvagósa által írt Buddhacsarita (kb. 80 – kb. 150), a Lokottaraváda féle Mahávasztu (1. század), a szarvásztiváda féle Lalitavistara szútra (1. század), és a Saṅghabedavastu. Léteznek még Buddha életrajzok kínai fordításban, amelyek közül a legkorábbiak az i. e. 4. és az i. e. 2. század közötti időszakból származnak. Ezek közül soknak szerepel a címében a nagy eltávozás kifejezés. Ezek közül az egyik legközismertebb a Fo-pen-hszing-csi Csing (szanszkrit: Abhiniṣkramaṇa sūtra), amelynek leggyakoribb fordítása 'Az eltávozás szútrája'. 
Szingaléz szövegmagyarázók készítettek egy páli nyelvű egzegézist a 2-3. század körül íródott Dzsátaka mesékhez Jātakanidāna címen, amely a Buddha életét meséli el a Dzsetavana kolostor misztikus adományozásáig. A későbbi keltezésű fontos, páli nyelvű életrajzok közé tartozik még a 12. századi Jinālaṅkāra (írta: Buddharakkhita), a 13. századi Jinacarita (írta: Vanaratana Medhaṅkara), a 18. századi Mālāṅkāra Vatthu, illetve a 14-18. századi Jinamahānidāna. Délkelet-Ázsiában a legnépszerűbb életrajz a késő középkorból származó Paṭhamasambodhi, amely páli és még legalább nyolc vernakuláris nyelven elérhető.
A szöveges forrásokon túl a korai buddhista művészet emlékeiben is találhatók elemek Buddha életéről, amelyek jóval régebbiek, mint a nyelvi emlékek. Ezek a műalkotások abból az időkből származnak, amikor még nem léteztek a Buddha életéről szóló összefüggő írásos művek.

## Beszámolók

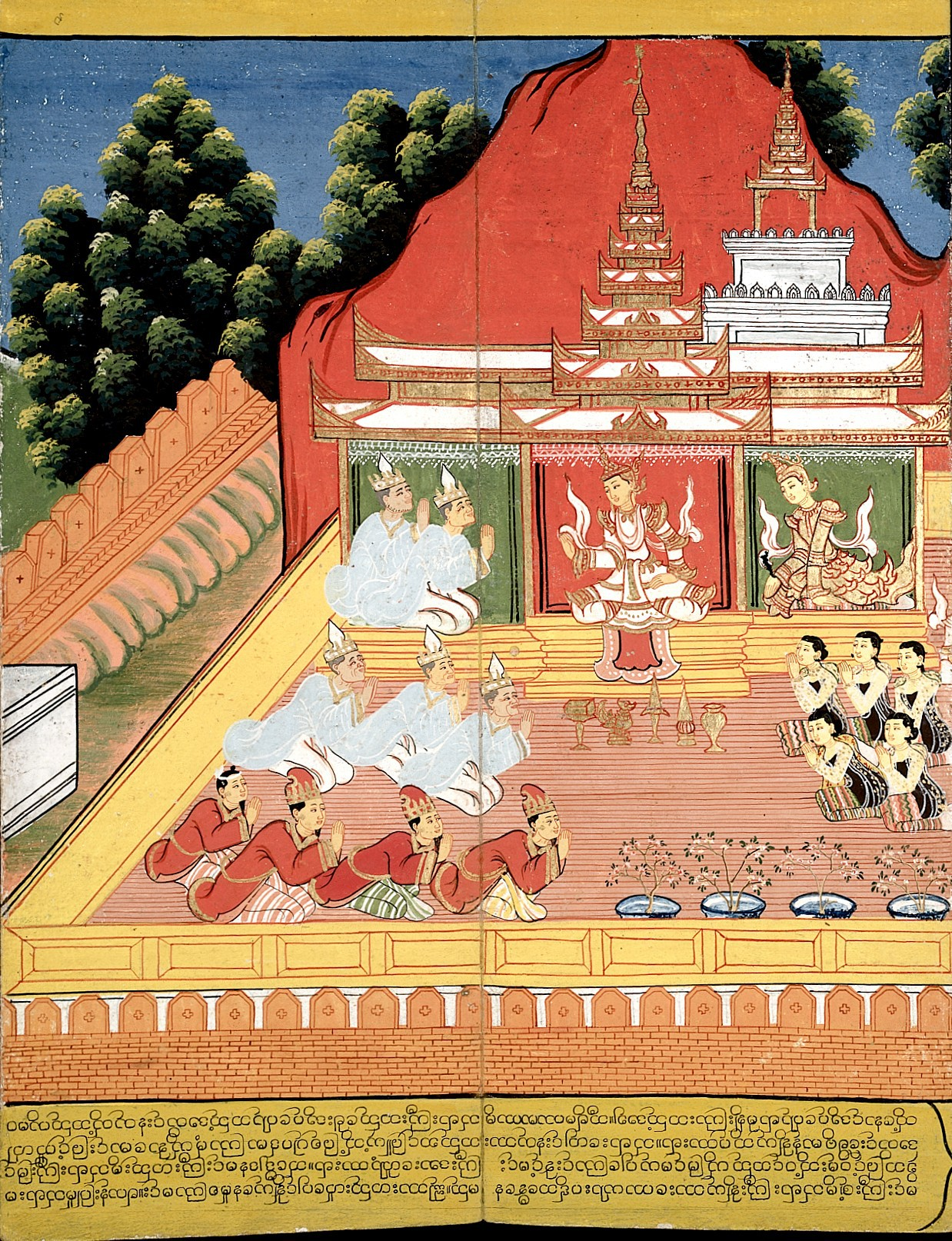
Suddhódana király, bal oldalán Májá királynő, megkéri a brahminokat, hogy értelmezzék a királynő álmát – Burma

A Gautama Sziddhártha herceg életét bemutató buddhista szövegekben általában szerepel a nagy eltávozás és lemondás és egyéb történetek: az első tanítása, esküvője, élete a palotában, a négy gondolatébresztő látvány, a találkozása a vadászokkal, búcsúja a lovától (Kaṇṭhaka) és kocsisától Cshandaka (páli: Cshanna). A tibeti hagyományban a nagy eltávozás a Buddha 12 nagy cselekedete közül az egyik. A páli nyelvű kommentárokban a nagy eltávozás a buddhaság harminc cselekedete közé tartozik.

### Születése és fiatalkora
A hagyományos buddhista szövegek szerint Sziddhártha herceg 32 nagyszerű testi jellemzővel született. A testi jellemzői, illetve a szülei álmai miatt nyolc brahmin pap és egy Aszita nevű szent ember megjósolták, hogy a hercegből vagy egy hatalmas tanító, vagy egy nagy hódító (szanszkrit: csakravartin, páli: csakkavatin) válik, bár az egyikőjük, Kaundinja, más források szerint Aszita is, kijelentette, hogy a gyermekből kizárólag tanító válhat. Suddhódana, a sákja uralkodó, hogy megakadályozza a fia vallásos életét, megtiltja, hogy a fiú bármilyen szenvedést lásson maga körül, miközben igyekszik elterelni a figyelmét pompával és kényelemmel.
A korai szövegek és a poszt-kanonikus életrajzok egyaránt gazdagon leírják, hogy milyen luxusban élt a herceg. Suddhódana a télre, a nyárra és az esős évszakra három palotát adott neki Kapilavasztuban (páli: Kapilvatthu), valamint női szolgálókat. Gyermekkorában a herceg a királyi szántási ceremónia idején egy rózsaalmafa alatt ülve megtapasztalta az elmélyedés egy boldog állapotát (lásd: dhjána a buddhizmusban). Néhány későbbi szövegben még gazdagabb a leírás. Leírják például, hogy a herceg fiatal korában, hogyan nézte az állatokat az udvaron, amint egymást felfalják, miközben ő felismeri ahogyan minden létformát áthat a szenvedés (szanszkrit: duḥkha, páli: dukkha). Ilyen módon jutott el az összeszedettség meditatív állapotába. Ez alatt az élmény alatt egy fa árnyéka varázslatos módon egyhelyben maradt, hogy a királyt odavezesse hódolatot tenni a saját fia előtt. Később ezt az élményt hívta elő Gautama, amikor a szigorú aszkéta gyakorlatok felhagyása után más módot keresett a megvilágosodás eléréséhez. Ez röviden előrevetíti, hogy mi fog következni: látva a szenvedést és használva a meditációt, hogy megszabaduljon.

### A négy látvány

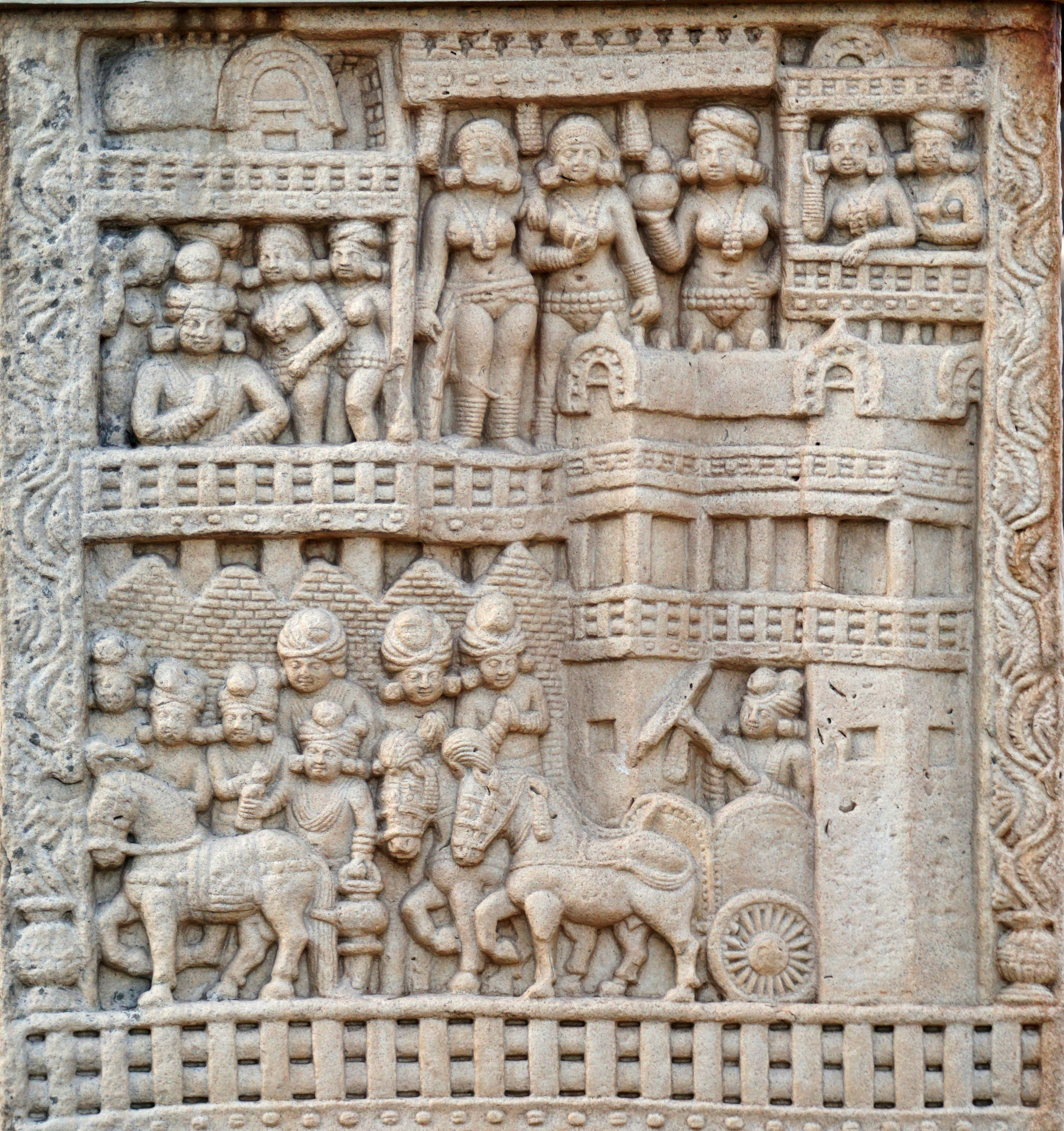
Sziddhártha herceg városnézésre indul a nagy eltávozást megelőzően. 1 Északi kapu, Száncsi buddhista emlékek, India

Sziddhártha herceg 16 éves korában összeházasították Jasódharaval (páli: Jaszódhará), akit úgy jellemeznek, hogy mindenféle szempontból tökéletes volt. Mindeközben a szövegek úgy írják le Sziddhártha herceget, mint egy tökéletes trónörököst, aki jó tanuló, jól bánik a fegyverrel, és jó férj. Ezzel kihangsúlyozzák a dicsőséges tettét, hogy mindezt képes volt hátrahagyni. Úgy jellemzik, hogy intelligens, szorgalmas és együtt érző. Azonban a herceg továbbra is spirituális gondolatokat táplált, és 29 éves korában a palota falain túlra is ellátogatott. Ekkor – néhány forrás szerint többször is – életében először látott négy látvány: egy öreg embert, egy beteg embert, egy holttestet és egy aszkétát.
A hagyományos szövegek többsége szerint ezeket a látványokat dévák okozták, ugyanis a király az összes ilyen látványtól távol tartotta a herceget. Egyes források szerint csupán a véletlen műve volt. Mindenesetre Sziddhártha herceg megtanulta, hogy ugyanígy mindenkinek, beleértve saját magát is, szembe kell, hogy néznie az öregséggel, a betegséggel és a halállal. Ez teljesen megrázta őt, és többé nem érzett boldogságot a palotában. A negyedik látvány az aszkéta volt, aki nyugodtnak tűnt, visszafogottnak és együtt érzőnek. Az aszkéta együttérzést és erőszakmentességet hirdetett, és reményt adott a hercegnek, hogy létezik a szenvedésből kivezető út, vagy legalábbis a bölcsesség felé. Így felfedezte még egyszer, amit később még mélyebben megértett a megvilágosodása során: duḥkha és a duḥkha vége.
Később a herceg hallotta, hogy megszületett a fia. A páli változat szerint, a következőket mondta mikor meghallotta, hogy megszületett a fia: "rāhulajāto bandhanaṃ jātaṃ", melynek jelentése: "egy rāhu született, egy béklyó keletkezett", tehát a megvilágosodás keresésének egyik akadálya. Ennek megfelelően a király a Ráhula nevet adta az unokájának, mert nem akarta, hogy ő is a spirituális utat válassza. Egyes változatok szerint a herceg adta a fiának ezt a nevet, mivel akadályt jelentett neki a spirituális úton.

### Elégedetlenség

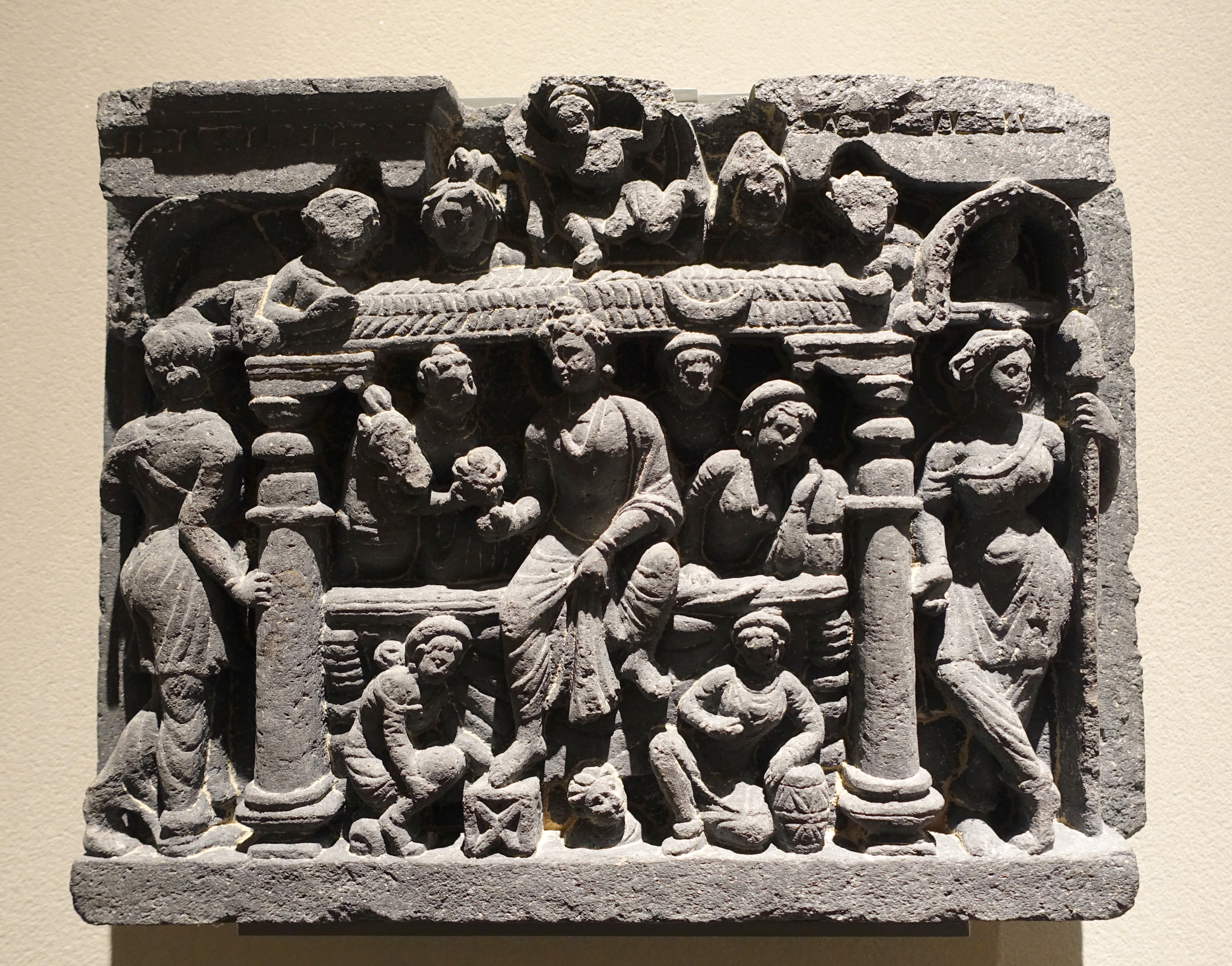
Sziddhártha herceg a nagy eltávozás éjjelén – Gandhára, 2-3. század

Fürdetés és borotválás után Sziddhártha herceg visszaindult a palotába. Út közben hallotta egy kapilavasztui nő, Kisā Gotami dalban éltette a herceg szépségét. A dalszövegben szerepelt a nirvṛtā (páli: nibbuta) szó, amely jelentheti azt, hogy 'békés, áldott', de azt is, hogy 'kioltott, nirvánába távozott'. Ezért aztán tetszett neki a dal, és jelnek tekintette, hogy elinduljon a megszabadulás útján. Foucher így magyarázza:
Egy szó varázslatos ereje, amely mint a szaturált oldatba esett kristály, amely kristályosodást eredményez, burjánzó reménycsokrot adott az egyelőre még homályos volt és szétszórt. Abban a pillanatban, spontán módon felfedezte az élete igazi célját.
Egyes változat szerint a nőt a dalért cserébe gyöngysorral ajándékozta meg. Mielőtt elhagyta volna a palotát, a Lalitavistara szútra szerint az apja engedélyét kérte, hogy elhagyja a várost és az erdőbe menjen, de az apja mindent felajánlott, hogy a fia cserébe mégis maradjon. Ekkor a herceg azt kérdezte az apjától, hogy az meg tudja-e akadályozni, hogy megöregedjen, megbetegedjen vagy meghaljon: az apja azt felelte, hogy nem képes erre. Tudván, hogy a fia így úgyis elhagyná a palotát, inkább áldását adta a távozásra. Azon az éjjelen a herceg felébredt az éjszaka közepén, és látta a női szolgálóit undort keltő helyzetben és állapotban szerteszét heverni. A herceg úgy érezte mintha temetőben lenne, körbevéve holttestekkel. Az indológus-szerzetes Telwatte Rahula szerint ebben az az irónia, hogy a nőket általában a király küldte, hogy eltereljék a fia figyelmét a spirituális dolgokról, mégis épp az ellenkezőjét váltották ki. Sziddhártha herceg felismerte, hogy az emberi lét szükségszerűen szenvedés teli (dukkha), valamint az emberi test mulandó és visszataszító természetű. A Lalitavistara szútrában a zenészek szerelmes dalokat játszottak a hercegnek, de a dévák elérték varázserejükkel, hogy a herceg a lemondás dicsőítését hallja ki belőlük, és emlékeztessék a buddhasági fogadalmára, amit előző életében tett. Azon az éjszakán a hercegnek öt különböző álma volt, amelynek későbbi értelmezése a Buddhaként betöltött szerepét jelentette.

### A palota elhagyása

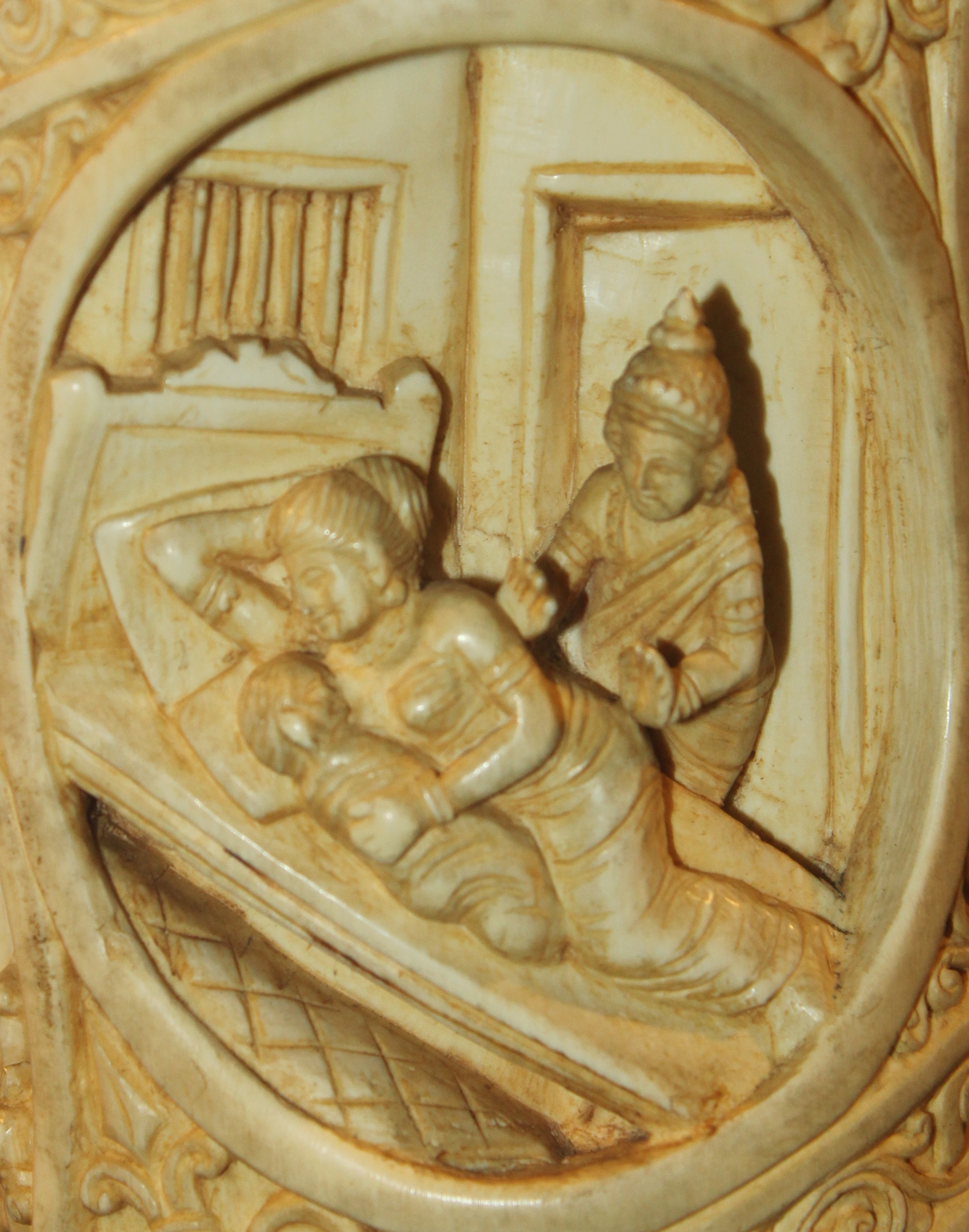
Röviddel az eltávozás előtt a herceg utolsó pillantást vet a feleségére, Jasódarára és újszülött gyermekére – elefántagyarba vésett történet, 18-19. század, India

A herceg, akit mélyen érintettek az események úgy döntött, hogy elhagyja a palotát az éjszaka közepén, az apja akarata ellenére, hogy vándorszerzetes legyen, hátrahagyva gyermekét és feleségét. Az eltávozás előtt még egy utolsó pillantást vetett a feleségére és újszülött gyermekére. Attól tartva, hogy az eltökéltsége alábbhagy, ellenállt a kísértésnek, hogy felvegye a babát, és ekként távozott a terveknek megfelelően. Egyes verziók szerint dévák közbenjárásával aludt mély álmot az egész királyi család, és így tudott a herceg elszökni a palotából. Emiatt Cshandaka és Kaṇṭhaka igyekezett felébreszteni a királyi családot, de sikertelenül. Végül Cshandaka és Kaṇṭhaka tiltakozott a herceg akarata ellen, de ő ettől függetlenül távozott.
A palota elhagyása után a herceg egyszer még visszanézett, majd esküt tett, hogy addig nem tér vissza, amíg a megszabadulást el nem éri. Néhány szöveg itt kitér arra, hogy ekkor Mára, a gonosz megtestesítője a buddhizmusban, megpróbálja rávenni, hogy változtassa meg a szándékát és legyen mégis inkább nagy világi hódító (cakravartin), de sikertelenül.
A szövegek többségében azonban ez a történet nem szerepel. Van olyan is, amelyikben ez nem Mára, hanem Mahānāman (páli: Mahānāma), Jasódara apja, avagy a város istensége (a szomorú város megtestesítője). Mindenesetre a herceg lóháton utazott kocsisával három királyságon át, mígnem elérték az Anoma-folyót. Ekkor odaadta minden ékszerét és ruháját Cshandakának, levágta a haját és a szakállát, és áttért a vándoréletre.
Egyes hagyományokban a herceg feldobta haját a levegőbe, amit az istenségek elkaptak és ereklyeként őriznek valamelyik mennyországban. Ghaṭikāra, brahmanikus istenség felajánlotta ruháit és egyéb dolgait Sziddharthának. Sziddhártha ezután visszaküldte Cshandakát a palotába, hogy értesítse az apját, majd átkelt a folyón. Cshandaka végignézte a herceg teljes átalakulását és eltávozását, így ő tudta megfelelően átadni az üzenetet a palotabelieknek. A Csandakától és Kaṇṭhakától való elválás Sziddhártha utolsó kötelékei voltak. Cshandaka nagy érzelmi nehézségek árán távozott; Kaṇṭhaka egyenesen belepusztult a fájdalomba. (Egyes változatok szerint a herceg először még visszatért Cshandakával a palotába.)
Gautama az erdő mélyébe tartott, valószínűleg a malla törzs területén. Egyes leírásokban hercegi ruháját egyszerűbbre cserélte, amikor találkozott egy favágóval vagy vadásszal. Ruhát cserélt vele, aki egyes változatokban az álruhába bújt Indra volt. Anna Filigenzi ikonográfus szerint a ruhacsere kifejezi Gautama szándékát, hogy egy primitívebb társadalomba illeszkedjen be, távol a városi élettől. Gautama ezután az Uttarápathán (északi út) keresztül Rádzsgíron haladt keresztül, ahol találkozott Bimbiszára királlyal, akit lenyűgözött Gautama viselkedése. Felajánlotta az otthontalanságba távozott Gautamának a királysága egy részét, és egyes források szerint miniszteri állást ajánlott. Gautama visszautasította, de megígérte, hogy a megszabadulása után visszatér a királyhoz.
Eközben, amikor a palotában az egész család szenvedett a herceg elvesztésétől, De az unoka, Rāhula miatt könnyebben ment a gyász. A herceg ékszereit a királynő egy tóba dobta, hogy azok ne emlékeztessék őt a szörnyű veszteségre.

### Ellentmondások
A páli források szerint a nagy eltávozás az Āsādha (páli: Asāḷha) hónap teliholdas éjszakáján történt, azonban a szarvásztiváda és a dharmaguptaka iskolák szerint ez a Vaiśākha (páli: Vesakha) hónap volt. Nem egyeznek a források a távozás napját illetően sem, valahol a növekvő hol 8. napját, máshol a 15. napját írják, ez utóbbiról számol be Hszüan-cang (kb. 602 – 664) is.
Más korai buddhista szövegek máshogy írják le Ráhula születését. A Mahávasztu, valamint a múlaszarvásztiváda szövegek szerint Rāhula azon az éjjelen fogant, amikor a herceg elhagyta a palotát, és csak hat évvel később született, azon a napon, amikor elérte a herceg a megvilágosodást. A múlaszarvásztiváda és későbbi kínai szövegek, mint például az Abhiniṣzkramaṇa-szútra kétféle magyarázatot adnak a hosszú fogantatásra: Jasódhara és Ráhula előző életeiből való karmája, illetve Jasódhara aszkéta vallásos gyakorlatai késleltették a folyamatot. John S. Strong buddhista tudós szerint a történetnek ezek a változatai párhuzamot vonnak Jasódhara anyasága és spirituális igyekezete közé, amelyeket végül egyszerre valósit majd meg.

## A buddhista tanok szerint

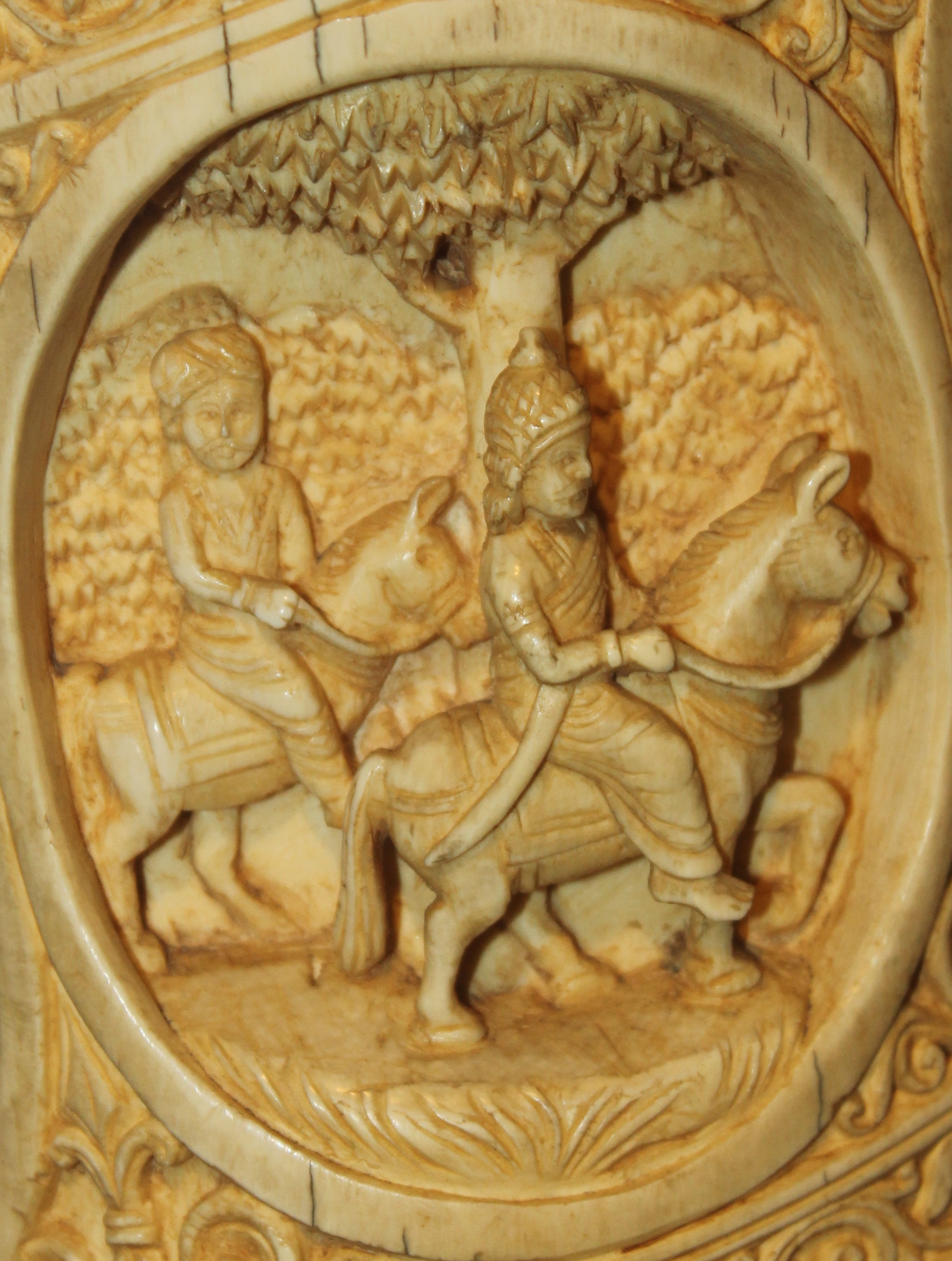
Sziddhártha herceg és kocsisa elhagyja Kapilavasztut – elefántagyar, 18-19. század, India

A nagy lemondásokkal járó eltávozás a buddhizmus egyik alaptörténetének számít. Alfred Foucher régész szerint ez az a pont, ahonnantól már nem herceg, és már nem kéri többé az istenségek segítségét: "És ilyen módon egy egészen más világban találta magát, segítség és támasz nélkül, szembesülve az emberiség megmentésének nemes feladatával és a mindennapi betevő megszerzésének alantas feladatával..." Az áldozat azt jelentette, hogy feladta a királyi és kaszti kötelezettségeit, hogy megteremtse a megvilágosodás értékét.
A lemondás története bemutatja a világi és vallási élet közötti konfliktust, valamint azt, hogy még a legkellemesebb élet is szenvedéssel teli. Egyetértenek a hagyományos források abban, hogy a herceg élete a lemondás előtt tele volt pompával és luxussal, amit hátra kellett hagynia. Lemondott a palotai életről, hogy rátaláljon a „jóra” és a „legáldottabb állapotra”, amellyel leküzdhető még a halál is (amrita). Emiatt ez a történet szimbolikus az összes buddhista szerzetes (bhikkhu) és apáca (bhikkhuni) számára. A hedonista palotai életről való lemondás összhangban áll a Buddha által tanított középút tanaival, amely az érzéki örömök és az önsanyargató aszkézis szélsőségei közötti utat jelenti.
A Buddha motivációja erősen spirituális (szamvéga), egyfajta félelem és undor, amely a világi lét átmeneti természetével áll kapcsolatban. A Buddhát sokkolta az öregkor, a betegség és a halál mindent felölelő jelensége, és a csendes nyugalom nemes kereséséről beszélt, amelyben a kereső szembenéz a szenvedéssel (duḥkha), ahogyan az valójában van, és tanul belőle.
A korai buddhista szövegek szerint a herceg azért hagyta hátra a palotai életet, hogy megvizsgálhassa saját létét, úgy, hogy megfigyeli az öregség, a betegség és a halál természetét. Ez lesz később hatással a tanításaira is például a szenvedésről és a négy nemes igazságról. A Buddha akként is jellemezte a saját szándékát, hogy olyan életre vágyott, amely "nyitott" és "teljes és tiszta, mint egy kifényesített kagylóhéj". Ezzel szemben a palotai életet "nyomasztónak, zsúfoltnak és porosnak" látta. Karen Armstrong szerint a Buddha eltávozása mögött az ellentétekben való hit miatt történt, amely a közismert volt a kor perenniális filozófiájában, azaz, hogy minden dolognak a világi életben megvan a megfelelője az isteni világban. 
A Buddha a születés, az öregedés és a halál szenvedésének az ellentétét kereste az isteni világban – viszont azzal a különbséggel, hogy a Buddha hitte, hogy megvalósíthatja ezt az ellentétet a világi élet "kimutatható valóságában", valamint, hogy a becsületes kereső erre rátalálhat. Torkel Brekke vallástudós szerint a Buddha motivációját a a kellemes palotai élet és a való életbeli öregség, betegség és halál közötti kognitív disszonancia okozta, amely érzelmi feszültséghez vezetett.
A buddhisták általában pozitívan tekintenek Sziddhártha herceg és Jasódhará hercegnő egybekelésére, úgy, hogy a herceg a felesége és a fia iránt szerető kedvességet táplált. Minden buddhista tudós egyetért abban, hogy a fő motivációja az emberi szenvedéssel való mély együttérzés (szanszkrit és páli: karuṇā) volt. Annak ellenére, hogy a herceg elhagyta a feleségét és a gyermekét, a buddhisták több életen át tartó létezésből indulva ki, úgy vélik, hogy mind a feleség, mind a gyermek korábban fogadalmat tett, hogy a Buddha tanítványai lesznek. Buddha neve egy korábbi életében Szumédha volt. Fogadalmat tett Jasódharával, hogy életeken át együtt maradnak, azzal a feltétellel, hogy Jasódhara nem térítheti el őt a buddhává válás útjáról. Miután elérte a buddhaságot, Gautama visszament a palotába, hogy tanítsa Jasódharát és Ráhulát, akik egyébként el is érik a megvilágosodást még életükben. A Buddha ugyanilyen módon az apját és a mostohaanyját, Mahá Padzsápatí Gótamít is tanította, akik szintén megvilágosodtak.
A nagy eltávozás nem csupán Gautama Buddha életének egy története, hanem minden más buddha életében is megjelenő mintázat, amelyet minden buddhának követnie kell.

## Tudományos értelmezés

### Történelmi szempontok

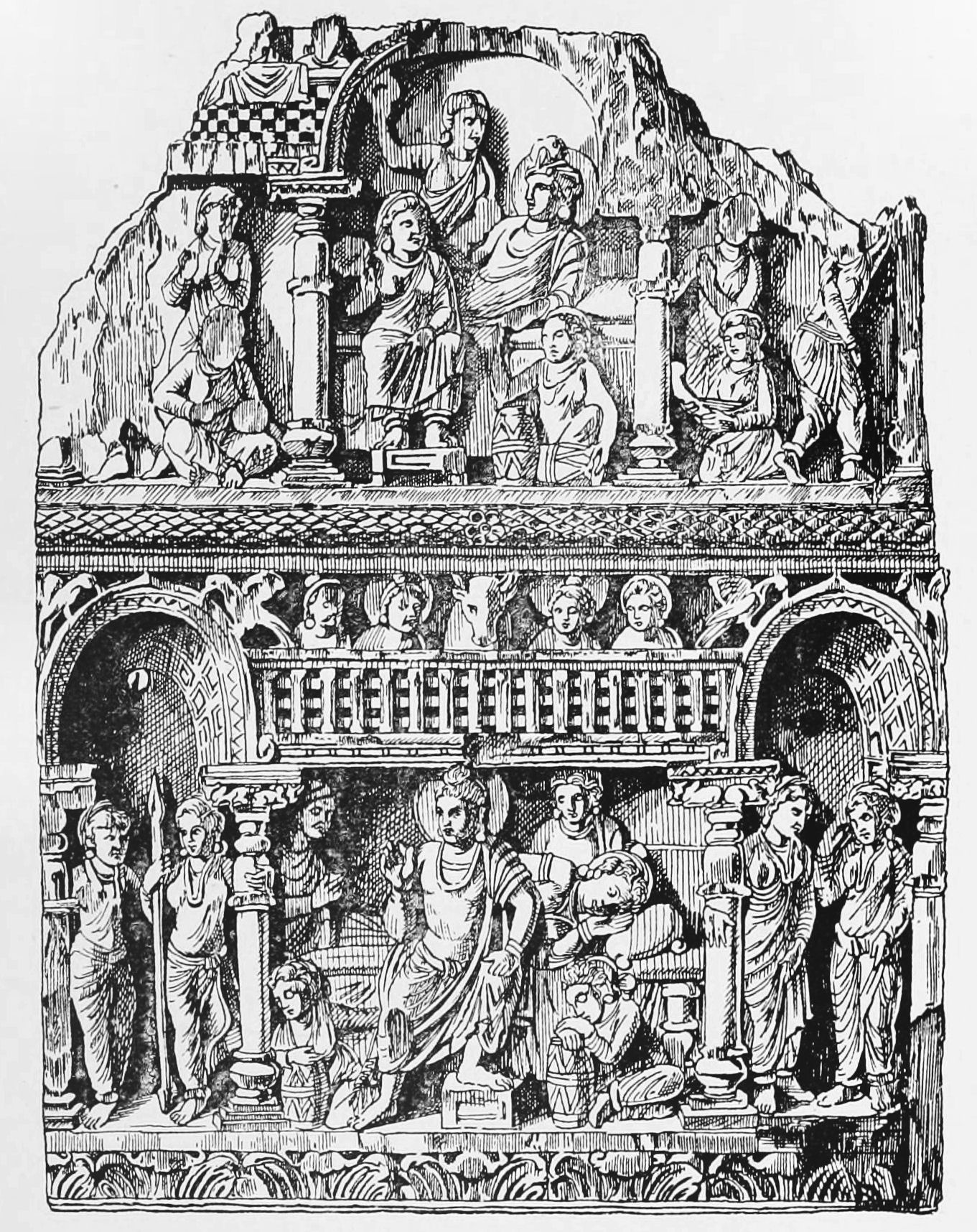
Sziddhártha herceg a távozás éjjelén a palotában üldögél.

Csupán kevés információ található a szövegekben és a beszédekben a Buddha korai életéről, amellyel szemben az élete további részéről tömérdek hagyományos forrás áll rendelkezésre, a megvilágosodástól a parinirvánáig. Bareau elképzelése szerint ez azért lehet, mert a Buddha nem akart arról sokat mesélni az életének korai szakaszáról: vagy csupán szerénységből, vagy mert sem ő, sem a főbb tanítványai nem tartották olyan fontosnak oktatási szempontból világi életét, mint spirituális útját. Ezenfelül, a Buddha életével foglalkozó írások hemzsegnek a mitológiai díszítésektől, amelyek miatt lehetetlen tudni a pontos történetet, még akkor is, ha az alaptörténet valóságos történelmi eseménynek mondható.
A születési helyszínét, Kapilavasztut, valós történelmi helyszínként kezelik, jóllehet annyira nem gondolják gazdaságilag jelentősnek, mint amennyire a későbbi szövegekben szerepel. Oligarchia lehetett, vagy esetleg köztársaság, amelyet tanács vezetett egymást váltó rádzsák mellett, akik közül Sziddhártha herceg idején Suddhódana volt a soros rádzsa. Suddhódana a nemes osztályhoz tartozó hatalmas földbirtokos volt, és feltehetően jó beszédkészsége és meggyőzőkészsége volt, amelyet feltehetően fia is örökölt tőle. Sziddhártha valószínűleg egy gazdag, arisztokrata családba született. A.K. Warder indológus szerint Sziddhártha három palotája történelmileg is megalapozott, amely azonban „... megszokott luxusnak számított a kor gazdag emberénél, mind a katonák, mind a kereskedők részéről”. Azonban a paloták valószínüleg csak többszintes házak voltak, és nem fenséges paloták. André Bareau (1921–1993) buddhológus szerint a Buddha és a csakravartin (világi uralkodó) élete közötti összefüggést a Maurja Birodalom rövid, az i. e. 4. században történt, fellángolásának is be lehet tudni, de még a buddhizmus előtti idők hagyományaiból is eredhetnek.
Kapilavasztut más helyekkel is azonosították már, például az indiai Piprahwā-Ganwārīā településsel, és a nepáli Tilaurākoṭ településsel, és megosztja a tudósokat, hogy melyik lehetett igazából a történelmi Kapilavasztu. Asóka (i. e. 3. század) király idején is már a Buddha szülőhelyeként tekintettek a területre. Ez derül ki a Nepál területén található Lumbiniben emelt ókori oszlopokból is. A szövegekben említésre kerülő kasztokkal kapcsolatban a tudósok eltérően vélekednek, hogy Kapilavasztu milyen mértékben volt a kasztrendszer szerint szervezve.
A herceg életének első 29 évében Kapilavasztu mellett még 19 további településnevet azonosított be Hszüan-cang, ismert kínai szerzetes és zarándok. Foucher szerint ezek a településnevek a zarándokok szájhagyományai útján kerültek továbbadásra, de mára elfelejtődtek.
A Sziddhártha és Jasódhara közötti házasság is történelmi eseménynek nevezhető. Foucher szerint az életrajzokat szerző egyházi és nőtlenségi fogadalom szerint élő szerzeteseknek semmi okuk nem volt beletenni egy ilyen történetet, hacsak nem történt meg tényleg ez az esemény. A tudósok rámutatnak, hogy a négy gondolatébresztő esemény nem szerepel a Buddhával kapcsolatos korai szövegekben, csupán a Mahávadána-szútrában (páli: Mahápadána-szutta) szerepel egy másik buddhával, Vipaśyin Buddhával (páli: Vipassī) kapcsolatban. Mindazonáltal, az életrajzok egy viszonylag korai dátumként kapcsolják ezt össze Gautama Buddhával, és a Mahāvadāna-szútra is azt mondja, hogy ez megtörténik minden buddha életében.
A legkorábbi szövegek említik, hogy a Buddha merengett az öregségen, a betegségen és a halálon, hogy megszabaduljon az örök fiatalság, egészség és hosszú élet képzetétől, és úgy döntött, hogy segít az emberiségnek legyőzni az öregséget, a betegséget és a halált. Ez a rész valószínűleg történelmi tény: viszont nem valószínű, hogy lehetetlen volt úgy felnevelni Sziddhárthát, ahogy a hagyományos szövegekben szerepel. Több korai szövegből is kiderül, hogy az öregséggel, a betegséggel és a halállal való szembesülése fontos tényező volt abban, hogy lemondott a világi életről.
Azt is elfogadják általánosan, hogy Sziddhárta 29 évesen hagyta el otthonát. Hogy ez miért történt, arról többféle elmélet is napvilágot látott. A sákja klán a koszalai királyság általi háborús fenyegetettségben élt. A törzsi köztársaság politikai egységét lassan lecserélték a születő hatalmas királyságok. A herceg a saját klánjának jövőjére vonatkozó érzékenysége is szerepet játszhatott döntésében.
A tudósok egyik elmélete szerint Sziddhártha azért nemzett gyermeket, hogy szüleinek kedveskedjen, és hogy engedélyt szerezzen szüleitől a távozásához és a remete-életmódhoz. Szokás volt Indiában, hogy csak egy gyermek vagy unoka születése után szabadott otthontalanságba távozni. Hans Wolfgang Schumann történész szerint Sziddhártha csak a házasságkötése után tizenhárom évvel nemzett gyermeket, ugyanis Jasódhara kezdetben nem szeretett volna gyermeket, mert félt, hogy akkor a férje elhagyná otthonukat. Bár a hagyományos szövegek többségében Sziddhártha titokban lopózott ki a palotából, a korai buddhista szövegek szerint szülei tudatában voltak fiuk akaratának, ugyanis távozása közben hevesen sírtak.

### Narráció

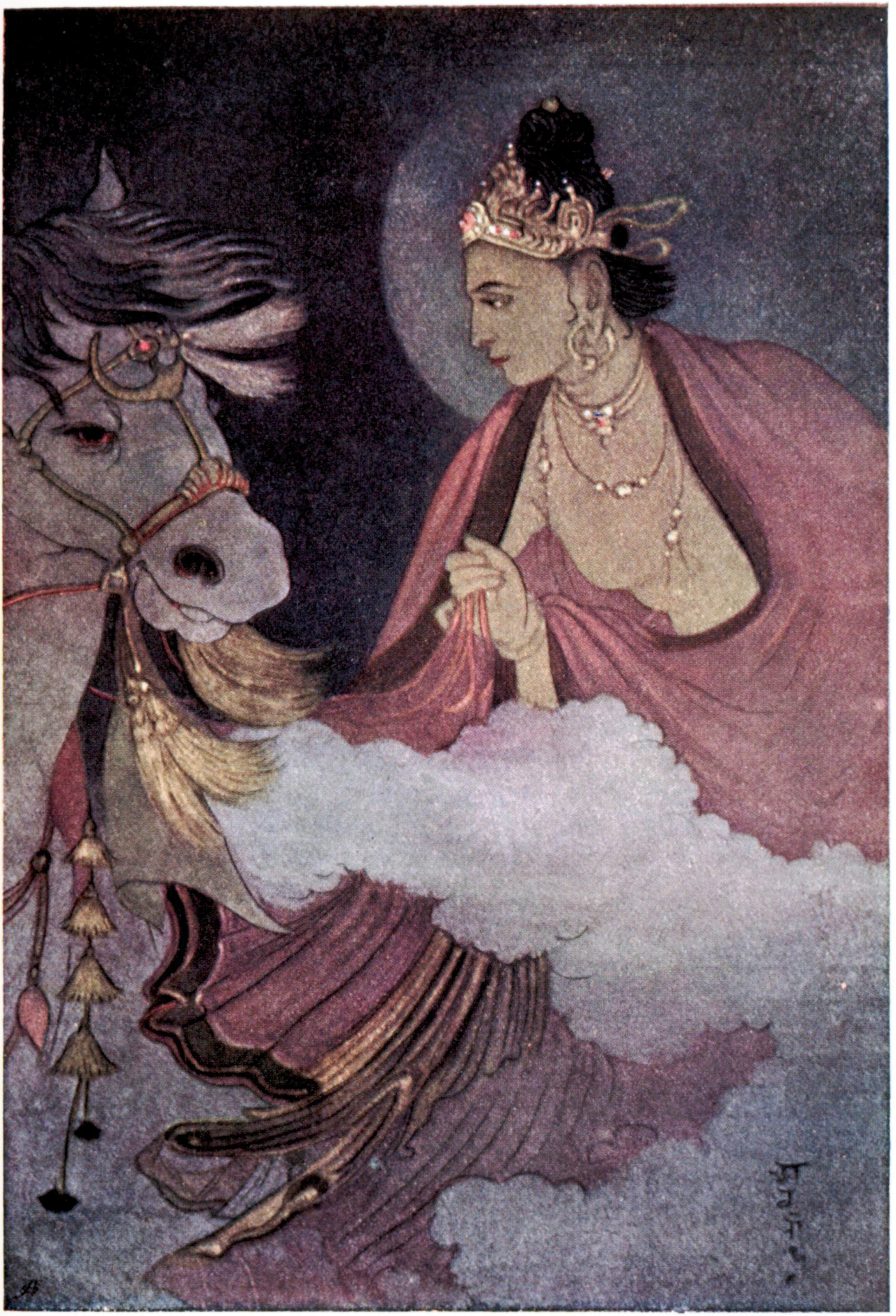
Sziddhártha és Kaṇṭhaka – Abanindranath Tagore műve, 1914

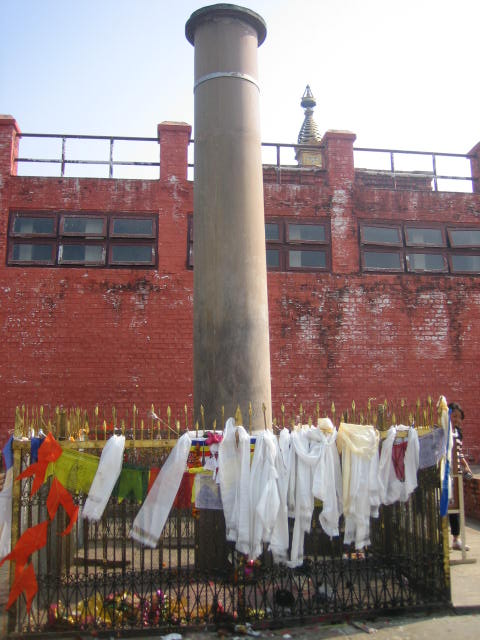
Hszüan-cang kínai zarándok (kb. 602 – 664) szerint a Lumbinít jelölő Asóka oszlop tetejét egykor lóalak díszítette, amely a nagy eltávozás szimbóluma.

A nagy eltávozást egyrészt az az első meditációs élmény motiválta, amelyet a herceg gyermekkorában élt át egy fa alatt üldögélve. Ez a meditáció időben egybeesik a szántási fesztiválon történt állat gyilkosságokkal. Foucher szerint elképzelhető, hogy ezt a történetet befolyásolta az indiai értelmiségiek földművelésről alkotott véleménye.
Kate Crosby buddhista tudós szerint Sziddhártha gyermeknemzése mögött az a motívum húzódik, hogy megmutassa, hogy az élet minden területén a legjobb volt: miután megpróbálta az apai létet, úgy döntött, hogy jobb alternatíva reményében mást választ. A korai buddhista Indiában fiat nemzeni és apának lenni a spirituális és a vallásos út része volt. Azzal, hogy Sziddhártha fiút nemzett, majd elhagyta az otthonát, megmutatta, hogy mindkettőre képes. John S. Strong buddhista tudós elmélete szerint a történet múlaszarvásztiváda változat és a Mahávasztu verzió azért fejlődött ki, hogy bebizonyítsa, hogy a Buddha fizikálisan képesnek számított. Ha képtelen lett volna, akkor az egyházi rendbe való felvétel hitelessége sem lenne feltétlenül érvényes.
Az alvó háremnők motívumát széles körben tekintik a tudósok átemelésnek, Buddha egyik tanítványának, Jászának az élettörténetéből. Ráadásul a hindu Rāmayāṇa eposzban is szerepel ez a történet. Alf Hiltebeitel vallástudós, és Mary Brockington néprajzkutató szerint a Buddhacsarita is kölcsönzött elemeket ebből a műből. Edward Johnston orientalista nem tért ki ugyan erre, azonban elismerte, hogy Asvagósa örömmel hasonlította össze a Buddha otthontalanságba távozását Ráma erdei távozásával. Hiltebeitel szerint az ilyen átvételek nem csupán a költői motívumokról szólnak, hanem tudatosan hasonlítják össze a buddhizmus és a brahmanizmus tanításait. Sziddhártha herceg motivációja, hogy otthontalanságba térjen kifejezésre kerül a rokonaival és más emberekkel folytatott párbeszédeiből, with his relatives and other figures, közvetlen vagy közvetett módon utalva a Rámajánára.
Graeme Macqueen valláskutató, az indiai irodalmak elemzője szerint visszatérő párhuzam található a király és az aszkéta között, akik közül az egyik a külső, a másik pedig a belső világ mestere. Ez a kontraszt ellentétes szerepekhez és agresszióhoz vezet a buddhista történetekben. A Buddha életében ez a kontraszt figyelhető meg a két jóslatban is, amelyben Sziddhártha hercegből vagy egy mindent legyőző világi úr, vagy egy Buddha válik. Brekke szerint a Buddha úgy döntött, hogy saját magát változtatja meg a világ helyett, ahogy egy király tenné: azt választja, hogy a világ lényegét érti meg, és ráébred az igazságra. Strong szerint a herceg születése utáni kettős jóslás azt jelzi, hogy mindkét karakter aspektusa jelen lesz a herceg életében. Egyfelől az istene által kijelölt királyi, másfelől az emberi, amelyben a spirituális út keresése áll a középpontban. Jonathan Silk buddhista tudós szerint egyszerre van jelen két narratíva a herceg életében. Egyrészt a szinte tökéletes emberi lény, aki teljes éberséggel született, akinek az élete csak egy az életek hosszú láncsorában, és akit csodás események vettek körül. Másrészt egy olyan ember, akit érzelmileg felkavart az öregség, a betegség és a halál, és aki végül elérte a megvilágosodást. Both aspects are part of the Buddhist message of liberation.
Kaṇṭhakának, a lónak fontos szerep jut a nagy eltávozás történetében. Különböző motívumokon keresztül a történet két fontos szerepet mutat be: a herceg az érző lényeket segíti hozzá a megszabaduláshoz, Kaṇṭhaka a ló pedig segít neki a megszabadulásban. Néhány Buddha életrajzban szerepel egy urna, amelyet arra a helyre helyeztek, ahol Kaṇṭhaka elpusztult a nagy eltávozás következtében. A klasszicista Edward J. Thomas (1869–1958) szerint ez az urna ténylegesen létezett. Hszüan-cang kínai zarándok állítása szerint az asókai pillér tetejét lóalak díszítette, amely valószínűleg Kaṇṭhaka volt. Több tudós szerint is ez viszont nem valószínű, mivel ez a lóalak nem logikus sem a textuális kritika, sem a művészettörténet szemszögéből.

## A művészetben és a szertartásokban

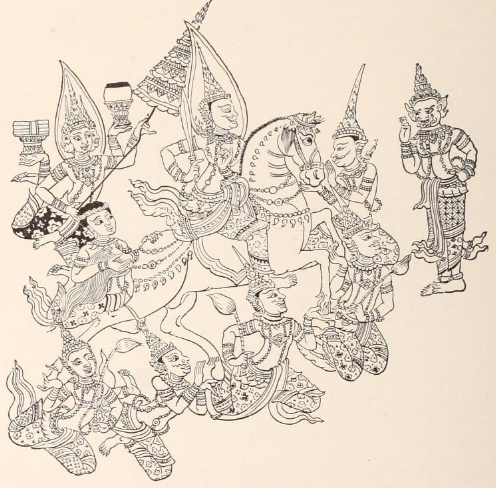
A nagy eltávozás, 18. század, Thaiföld

A buddhista művészet legnépszerűbb jelenetei a négy gondolatébresztő látvány, a hárem és Jasódhara, a jelenet, amikor a herceg kisurran a palotából, Kanthaka halála, a hajcsomó, amelyet Śakra vesz fel, illetve a brahma istenség, aki ruhát és egyéb dolgot ajánl fel. Dél-, illetve Délkelet-Ázsia buddhista művészetében gyakran került ábrázolásra a jelenet, amelyben a herceg lovagolva elhagyja a palotát. Egyes ábrázolásokon a ló patáit istenségek segítik, hogy a zajt megakadályozzák, hogy a királyi család fel ne ébredjen.
A nagy eltávozás jeleneteiben gyakran szerepel egy alak, aki Sziddhártha herceg mellett áll egy íjat tartva. Egyes tudósok szerint ez Vaiśravaṇa (páli: Vessavaṇa), a buddhista kozmológia egyik királya a négy mennyei király közül. Mások szerint ez Indra, a második buddhista mennyország királya, vagy Bēnzhì, a kozmosz kínai istensége. Egyes ábrázolásokon az eltávozás közben Cshandaka kapaszkodik a herceg lovának farkába. A gandhárai művészetben a Buddha életének a legnépszerűbb jelenete, a születéssel együtt, a nagy eltávozás. Ezt gyakran úgy ábrázolják, hogy a nap és a hold egymással szemben állnak, és szerepel még egy taurus szimbólum is, amely Katsumi Tanabe és Gerd Mevissen ikonográfusok szerint azt jelzi, hogy az esemény teliholdkor volt éjfélkor. Olykor a görög holdistennő, Szeléné, vagy egy fátyolos női alak jelzi, hogy éjszaka van. A gandhárai domborművek a nagy eltávozást a vaiśākha hónapjára teszik, az Ágamáknak megfelelően. A nagy eltávozást ábrázoló gandhárai homlokzatok közül néhányra hatással voltak Héliosz isten, illetve annak indiai megfelelője, Szúrja görög-baktriai szobrai.
Azok a lépések, amelyeken Sziddhártha herceg végigment, később a szerzetessé váláshoz szükséges rendfelvételi rituálék modelljévé vált: a haj levágása, a világi ruháról való lemondás és a szerzetesi ruha viselete, a szerzetesi tárgyak felvétele, stb. Ezáltal a buddhizmus alapításának egyik alaptörténete lényegében minden egyes buddhista szerzetes és apáca alaptörténete is. Sok buddhista, például a burmai san emberek, megemlékeznek Sziddhártha herceg eltávozására egy olyan ceremónia során, amelyet a növendékek felavatásakor végeznek. Előadásra kerül ilyenkor az a jelent is például, amelyben Mára démon próbálja megakadályozni a herceget a távozásban – Márát a családtagok és a rokonok alakítják. Egy másik hasonló jelenetben az istenségek támogatják a herceget a távozásban. Ehhez hasonlóan a thai szerzetesek felavatásakor a jelölt olykor lovaglásra kényszerül Sziddhártha herceg eltávozásának emlékére.
A rokonok alakítják Márát. Kambodzsában is van hasonló szokás, ahol a résztvevők Indrát, Cshandakát, az istenségeket, és Mára hadseregét alakítják. Strong szerint ezek a szerepjátékok akár hatással is lehettek magára a hagyományos történetekre is, ahogyan például az istenségek felöltöztették a herceget az indulása előtt. Ugyanígy a növendékeknek az a kötelezettsége, hogy a testrészeiken meditáljanak (mūlakammaṭṭhāna, thai: ตจปัญจกกรรมฐาน), hogy erősítsék a lemondásukat. Ez visszahathatott a történet elbeszélésekre, például, ahogyan a háremasszonyok hevertek Sziddhártha előtt az eltávozása előtti éjjelen. A szertartásokon túl a helyi történetek is hatással lehettek a Buddha életéről szóló történetekre. Ilyen történetek kialakulhattak a zarándokhelyek környékén. Egyre több hivatalos életrajz építhette be az ilyen helyi történeteket, hogy igazolja saját buddhaszobrait, a támogatókat és a politikai érdekeiket.

## A világirodalomban

### Középkor

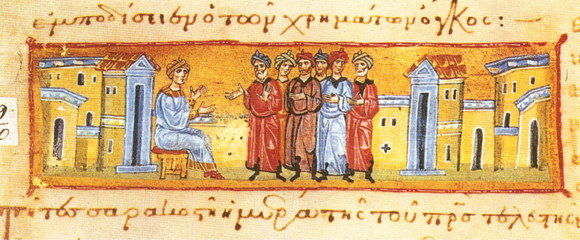
Barlám és Jozafát. 13. századi kézirat, Görögország.

Ibn Babawayh, 10. századi muszlim teológus a Buddha életének egy változatát beépítette a művébe. A Balawhar wa-Būdāsf című történetben a főszereplőt undorral tölti el a háreme, és úgy dönt, hogy elhagyja az apja palotáját, hogy spirituális útra térjen. A Balawhar wa-Būdāsf később nagyon népszerűvé vált, és egy módosított változata átvándorolt a manicheistákon keresztül, az iszlám világon és a keleti kereszténységen át, és végül ebből született a keresztény szentek, Barlám és Jozafát története.
A 11. századtól nagyon népszerűvé vált ez a történet, és nagy hatással volt a Nyugat spirituális életére. A romantikus és színes környezet, amiben játszódik, illetve a történet erőteljes szerkezete miatt minden más legenda népszerűségét felülmúlta. Számtalan nyelvre lefordították, még a 13. századi izlandi nyelvre is (Barlaams saga ok Jósafats). Európa, a Közel-Kelet és a keresztény Afrika fő nyelvei közül összesen több mint 60 nyelven jelent meg. A keresztény világ szinte összes országában ismert ez a történet.
Barlám és Jozafát keresztény története hasonlóan kezdődik, mint Sziddhártha hercegé, de itt a herceg születését megelőzi egy megbeszélés az apja, egy Abenner nevű indiai király és egy nemesből lett keresztény aszkéta között. A beszélgetésben a aszkéta olyan jövőt jósol, amelyben senki nem leli örömét. the ascetic points at the limitations of the worldly life, in which no real satisfaction can be found. Jozafát herceg születése után, a kettős jóslat, a védelemben eltöltött gyermekkor, és a három látvány után érzelmi válságba keveredik. Ezután találkozik Barlámmal, a ceiloni bölccsel, aki bevezeti őt a keresztény hit világába. A király először igyekszik átverni a fiát, hogy Barlám elveszített egy vitát az udvarban, de nem jár sikerrel. Ezután nőket küld a herceghez, de ismét sikertelenül: Jozafát hátra kívánja hagyni a világi életet, hogy aszkéta lehessen. A királynak a fele királyságával sikerül meggyőznie őt, hogy maradjon. Jozafát így válik jó királlyá, és keresztény birodalma jobban virágzik, mint az apjáé, aki végül maga is megtér. Apja halála után azonban Jozafát lemond a trónról, és eredeti szándéka szerint aszkéta lesz, és élete utolsó éveit Srí Lankán tölti Barlám társaságában.
Egészen 1859-ig egyetlen fordítónak sem tűnt fel, hogy a történet a Buddha életéből lett másolva, bár a hasonlóságokra egyszer felfigyelt egy ismert velencei szerkesztő a 15. században, majd egy portugál utazó 16. században. Bár a történet több országon és nyelven át lett szűrve, a buddhizmus néhány tanítása mindig megmaradt: például a duḥkha természete a nemes és a király közötti beszélgetésben; a szenvedés oka a szomj; az önelemzésen és önkontrollon átvezető út, amelyet megvalósítás követ, és még olyan ideák is szerepelnek benne, amelyek hasonlatosak a buddhista nirvána fogalmához.

### Modern kor

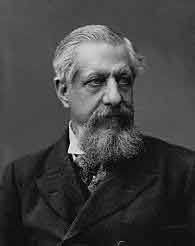
Edwin Arnold (1832–1904)

Barlám és Jozafát legendája hatással volt a nyugati irodalomra egészen a modern korig: Shakespeare a koporsók meséjét használta A velencei kalmár történetében, feltehetően a történet késő középkori változatának angol fordításából kiindulva. A 19. században Edwin Arnold (1832–1904) brit költő Ázsia világossága című életrajzi költeményének fontos témája volt a nagy eltávozás, olyannyira, hogy a mű alcíme is ez lett. A mű az Abhiniṣkramaṇa-szútra kínai fordítására épült.
A mű népszerűségéhez hozzájárult az eltávozás és a világi életről való lemondás témája, valamint a tény, hogy Arnold kihagyta a varázslatos részleteket, hogy jobban illeszkedjen a poszt-darwini közönség ízlésének. Arnold jellemzésében Sziddhártha herceg egy aktív és együtt érző igazság kereső, aki szembeszáll az atyai akarattal, és elhagyja a palotai életet, amely szembehelyezkedett a gyenge akaratú sztereotípiával és a végzetszerű Kelettel, de tökéletesen beillett a kor középosztályának értékrendjébe. Arnold a hagyományosnál előkelőbb szerepet adott Jasódharának is, akinek a herceg részletesen elmagyarázta a távozásának okát, és például tiszteletteli módon körbe is járta őt a herceg távozása előtt. Az Ázsia világossága tisztelettel adózott mind a "... birodalmi elképzelések, mind az önmegtartóztató mások elismerése" előtt. Az Arnold-féle Buddha-jellemzés más szerzőkre is hatással volt, többek között az amerikai Theodore Dreiser (1871–1945), illetve az argentin Jorge Luis Borges (1899–1986) műveire.

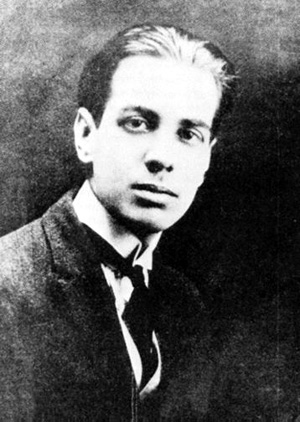
Jorge Luis Borges (1899–1986)

Borges-re óriási hatással volt ez a történet, amiről számos esszét és egy könyvet is írt. Az eseményszálnak nagyobb hangsúly fektetett, mint a szereplők jellemrajzának, és fontos volt számára a sorsszerűség, illetve a történet természetének archetípusa. Borges arra használta ezt a történetet, hogy összevonja Schopenhauer (1788–1860) és az idealizmus ideáit, hogy létrehozhassa a narrációnak az egyetemes modelljét. Borges művei az Ázsia világossága című műre, valamint egyéb hagyományos buddhista szöveg fordítására épült.
Borges számára a nagy eltávozás a realista regény antitézise volt: olyan történet, amelyben a mitológiai motívumok fontosabbak, mint a szereplő pszichéje, és a legfontosabb tényező a szerzői anonimitás. Ezen túlmenően, ő a történetben látta az irodalom egyetemes és archetípusos természetének bizonyítékát, amely Goethe morfológiáról alkotott elképzeléséből fakad. Ezen elképzelés szerint az összes élőforma mögött létezik egy archetípus, amely egy intuitív egységet alkot: Borges ugyanezt feltételezte az irodalomról is, hogy egy kevés számú archetípusból az összes irodalmi forma és narratíva eredeztethető. Hogy bebizonyítsa ezt, összekötötte a nagy eltávozás történetét arábiai, kínai és ír történetekkel, és elmagyarázta, hogy ott is ugyanazok a motívumok szerepelnek: például az aszkéta, aki megmutatja a király birtokainak értelmetlenségét, és ezzel lerombolja a király magabiztosságát. Dominique Jullien összehasonlító irodalomtudós ebből arra a következtetésre jut, hogy a nagy eltávozás történetében összeütközésre kerül egy hatalommal bíró és egy hatalom nélküli alak. Azonban a hatalom nélküli alaké az utolsó szó, amely megváltoztatja a királyt.
Nem csak a Sziddhártha herceg eredeti története volt hatással a modern írókra. Barlám és Jozafát átalakult történetei is hatással voltak olyan orosz írókra, mint Lev Tolsztoj (1828–1910). Ezen történet hatására az élete felénél ő maga is végig ment a világi életről való lemondáson.

## Külső hivatkozások
- Buddha élete az ősi domborműveken – British Museum